# Црква Свете Тројице у Трстенику
Црква Свете Тројице у Трстенику, градском насељу на територији општине Трстеник, припада Епархији крушевачкој Српске православне цркве. Грађење цркве посвећене Светој Тројици започето је 1898. године и трајало је до 1900. године, на месту старије и скромније цркве, после дугогодишње борбе Трстеничана да добију цркву каква има приличи.
Прва је црква у Србији саграђена у неоморавском стилу и као таква била је модел градитељима на почетку 20. века. Пројектант је био архитекта Душан Живановић, један од утемељивача националног стила српског градитељства с краја 19. века. Велика је сличност са црквом краља Милутина у Хиландару.
Храм је једнокуполна грађевина са триконхосом у основи. Зидан је од беловодског пешчара, опеке и малтера. Фасада је украшена по угледу на Лазарицу: слепим аркадама, розетама, монофорама, преплетима. Нарочито је богато украшен западни портал.
У цркви се чувају делови старог иконостаса из 1848. године, док је нови иконостас насликао академски сликар из Новог Сада, Воја Трифуновић, 1929—1930. године. Истичу се иконе Благовести на царским дверима, Богородица са Христом, Тајна вечера, Света Тројица и друге.
Непосредно после изградње цркве додат је и звоник са сатом, који доминира градом и околином. Са висином од 33m један је од највиших у Србији.
Занимљива је прича о сату на звонику цркве Свете Тројице. Трстеничанка Ћирка Стаматовић није имала свог порода, па је 1912. године завештала свој дућан граду и цркви за куповину сата за звоник. Исте године је и преминула. Завештање би се убрзо и испунило да није избио Први па Други балкански, па Велики рат, тако да је тестамент ове племените жене стајао заборављен међу судским списима. Петнаест година касније истакнути трстенички трговац се сетио завештања ове добротворке и кренуо у потрагу за документом. Срећом, папир је преживео све ратове и 1927. године црква Свете Тројице је добила нова звона (стара су претопљена за ратне потребе) и велелепни механизам са часовницима на четири стране света.
Од недавно је винова лоза са Свете Горе, из манастира Хиландар, засађена у порти манастира Љубостиње и цркве Свете Тројице у Трстенику.